# Умершие в мае 1995 года
Это список известных людей, соответствующих установленным критериям значимости (см. Википедия:Критерии значимости персоналий), умерших в мае 1995 года.
Причина смерти указывается лишь в исключительных случаях (убийство, самоубийство, гибель в результате военных действий, смертная казнь, ДТП или несчастные случаи). В остальных случаях — не указывается.
- 1 мая — Вульф Агранов (76) — участник выставок в СССР и за рубежом, постановщик театра и кино.
- 1 мая — Владимир Геращенко (89) — советский государственный деятель, первый заместитель председателя правления Госбанка СССР.
- 1 мая — Михаил Зимянин (80) — советский партийный деятель, Чрезвычайный и Полномочный посол СССР.
- 1 мая — Иван Котов (80) — Герой Советского Союза.
- 1 мая — Валерий Тиньков (37) — майор милиции, командир подмосковного Отряда милиции особого назначения, участник Первой чеченской войны Герой Российской Федерации (1995, посмертно); погиб в бою.
- 2 мая — Вилий Карпенко (70) — Герой Советского Союза.
- 2 мая — Николай Пивоваров (74) — Полный кавалер ордена Славы.
- 2 мая — Леонид Рыжий (73) — Герой Советского Союза.
- 4 мая — Андрей Абрамов (59) — советский боксёр, заслуженный мастер спорта СССР.
- 4 мая — Луис Краснер — американский скрипач.
- 5 мая — Михаил Ботвинник (83) — 6-й чемпион мира по шахматам.
- 5 мая — Шакир Карсыбаев (81) — советский политический деятель, председатель Верховного Совета Казахской ССР (1955-1959).
- 5 мая — Борис Примеров (56) — советский и российский поэт.
- 6 мая — Иван Давыдычев (72) — советский дипломат, советник Департамента консульской службы Министерства иностранных дел СССР.
- 7 мая — Анатолий Горбенко — советский и украинский театровед, театральный критик, педагог.
- 7 мая — Николай Копылов (75) — советский шахматист.
- 7 мая — Лев Просвирнин (68) — советский инженер-конструктор.
- 8 мая — Ольга Викландт (83) — советская актриса, народная артистка РСФСР.
- 9 мая — Андрей Заварзин — Герой Советского Союза.
- 9 мая — Вячеслав Щербаков (73) — советский боксёр.
- 10 мая — Алексей Павлов (73) — Герой Советского Союза.
- 11 мая — Василий Агафонов (78) — Полный кавалер ордена Славы.
- 11 мая — Сергей Арутюнов (74) — Герой Социалистического Труда.
- 11 мая — Кирилл Механошин (80) — Герой Советского Союза.
- 11 мая — Борис Паш (94) — американский военный контрразведчик русского происхождения.
- 12 мая — Андрей Болтнев (49) — российский актёр.
- 12 мая — Лен Биделл (72) — австралийский строитель дорог.
- 14 мая — Кристиан Анфинсен (79) — американский биохимик, член Национальной АН США.
- 14 мая — Иван Денисов (70) — Герой Советского Союза.
- 15 мая — Михаил Антипин (69) — Герой Советского Союза.
- 15 мая — Дмитрий Жимерин (90) — советский политический деятель, народный комиссар - министр электростанций СССР (1942-1953).
- 15 мая — Тамерлан Ишмухамедов (75) — Герой Советского Союза.
- 15 мая — Нурулла Сафин (71) — Герой Советского Союза.
- 16 мая — Сергей Апраксин (72) — Герой Советского Союза.
- 16 мая — Игорь Чиликанов (27) — ефрейтор, водитель.Герой Российской Федерации.
- 16 мая — Валий Хазиев (69) — Герой Советского Союза.
- 17 мая — Владимир Бунчиков (92) — советский певец, лирический баритон.
- 18 мая — Александр Годунов (45) — советский танцор балета и киноактёр.
- 18 мая — Моисей Кирпичников (81) — российский ботаник-систематик.
- 18 мая — Мария Познанская — украинская и советская поэтесса.
- 18 мая — Сергей Сухарев (72) — Герой Советского Союза, подполковник.
- 21 мая — Ирма Буне (84) — советская латвийская актриса, заслуженная артистка Латвийской ССР.
- 21 мая — Анни Шмидт — нидерландская писательница.
- 22 мая — Генрих Гофман (73) — Герой Советского Союза.
- 22 мая — Фархад Аскер оглы Керимов (46) — азербайджанский журналист. Автор многих репортажей из зоны боевых действий в Нагорном Карабахе, Грузии, Таджикистане и Чечне.
- 22 мая — Гавриил Качалин (84) — советский футболист и футбольный тренер. Заслуженный мастер спорта СССР.
- 22 мая — Николай Прокофьев (85) — советский и российский литературовед-медиевист, участник Великой Отечественной войны.
- 24 мая — Гарольд Вильсон (79) — политик-лейборист, лидер Партии труда с 1963, премьер-министр Великобритании в 1964—1970 и 1974—1976.
- 25 мая — Виталий Кашенцев (73) — советский военный лётчик.
- 25 мая — Иосиф Фишер (76) — советский физик-теоретик.
- 26 мая — Павел Гапоненко (33) — майор Вооружённых Сил Российской Федерации, участник Первой чеченской войны, Герой Российской Федерации.
- 27 мая — Юрий Винник (72) — Герой Советского Союза.
- 28 мая — Александр Печников (36) — советский и российский военный деятель, Офицер Главного разведывательного управления Генерального штаба Вооруженных сил России, участник Первой чеченской войны, Герой Российской Федерации (1995, посмертно); погиб в бою.
- 29 мая — Гавриил Кузякин (78) — Герой Советского Союза.
- 30 мая — Рихард Вольфрам (93) — немецкий и австрийский фольклорист, музыковед, руководящий сотрудник Аненербе, унтерштурмфюрер СС.
- 30 мая — Николай Мельников (72) — Герой Советского Союза.
- 31 мая — Вячеслав Завалишин (79) — литературный и художественный критик, поэт и журналист, почетный член Института русской культуры в Лос-Анджелесе; рак крови.
- 31 мая — Леонид Пурыгин (44) — российский художник, представитель ар-брют.